# Epiplema draco
Epiplema draco är en fjärilsart som beskrevs av W. Warren 1897. Epiplema draco ingår i släktet Epiplema och familjen Uraniidae. Inga underarter finns listade i Catalogue of Life.